# Anastenaria
Anastenaria (Bulharsky Нестинарство, Řecky Αναστενάρια) je tradiční náboženský obřad, při kterém si věřící dokazují svou oddanost bohu tancem a chůzí po rozžhaveném dřevěném uhlí.
Slaví se každý rok vždy 21. května na svátek svých patronů Konstantina a Heleny se vesnicích v severním Řecku a jižním Bulharsku anastearidy - potomky uprchlíků z Turky obsazené Thrákie.

## Historie
Do severořecké Makedonie přišli Řekové z Thrákie v roce 1923, kdy se Řecko s Tureckem dohodlo na výměně obyvatel.
Uprchlíci si často s sebou vzali jen své ikony a mantily.
Astenarici se k obřadu scházeli dvacet let tajně, aby nevzbudil nelibost zástupců pravoslavné církve, než jim ho aténský arcibiskup povolil v roce 1947. Jejich právo na zachování tradice bylo podporováno řeckými akademiky a historiky, kteří se zasadili o jejich povolení. Odborník na řecký folklór George A. Megas zaznamenal společné znaky tohoto rituálu a způsobem uctíváním boha Dionýsa, který byl velmi významným pro obyvatele Kosti, obce v Bulharsku, odkud uprchlíci pocházeli.
Církev obřad anestenariků považuje za pohanský i dnes, ale vládou je podporován jako turistická atrakce.
V každý rok je obřad sledován mnoha diváky a pořádá se v několika obcích, nejznámější jsou Ayia Eleni blízko Serres a Langada poblíž Thessaloniki.

## Obřad
Obřad probíhá při hře třístrunné lyry a bubnů v konaki - modlitebna a jídelna zároveň. Věřící zpívají a ukazují staré a cenné ikony po předcích, zapalují kolem svíce a přivazují ke kůlům zvířata, která následující den obětují patronům Heleně a Konstantinovi, které žádají o úrodu, zdraví a štěstí. V místnosti je vzduch prosycen vůní kadidla.
Průběh obřadu:
- Dopoledne: Hlavní obřadník pokropí všechny věřící, zvířata přivázaná u domu konaki a ikony svěcenou vodou. Pak všichni líbají vystavené ikony. Zvířata jsou pak zabita a krev se nechá vsáknout do země, maso si lidé rozdělí a odnesou domů.
- Odpoledne: Lidé tancují v konaki a připravují se na chůzi po žhavém uhlí, která jako materiální oběť není pro anastenariky důležitější než líbání a klanění se ikonám.

Tancují s ikonami několik hodin, mají zavřené oči nebo obrácené vzhůru, syčí, poskakují dopředu a vzad, lomí rukama, plácají se do stehen a líbají ikony.
- Večer: Kolem jedenácté hodiny vycházejí bosí lidé z konaki a tancují ve stále menších a menších kruzích kolem ohniště. Muži i ženy nesoucí ikony vstupují na rozpálené uhlí, ale nekřičí bolestí. Ostatní je povzbuzují výkřiky: „Uhaste plameny, uhaste oheň. Rozdupejte oheň na prach!“ Nakonec všichni společně rytmickým dusáním uhasili uhlíky.